# Ворониха (Удомельский район)
Ворониха — деревня в Удомельском городском округе Тверской области.

## География
Деревня находится в северной части Тверской области на расстоянии приблизительно 16 км на восток-юго-восток по прямой от железнодорожного вокзала города Удомля в 4 км южнее железнодорожного переезда на станции Еремково.

## История
Известна с 1859 года, когда это была деревня помещицы Кутузовой Анны Григорьевны. Дворов (хозяйств) в ней было 3 (1859), 10 (1886), 8 (1911), 20 (1961), 10 (1986), 9 (1999). В советское время работали колхоз «Призыв Сталина» и совхоз «Еремковский». До 2015 года входила в состав Еремковского сельского поселения до упразднения последнего. С 2015 года в составе Удомельского городского округа.

## Население
Численность населения: 22 человека (1859 год), 49 (1886), 44 (1911), 48 (1961), 26 (1986), 13 (русские 100 %) в 2002 году, 5 в 2010.